# Nathalie Viérin
Nathalie Viérin (pron. fr. AFI: [natali vjeʁɛ̃]) (Sarre, 15 ottobre 1982) è un'ex tennista italiana.

## Carriera
Dopo alcuni buoni risultati a livello juniores, nel 1998 passa professionista. Al termine del 2000 vince il suo primo torneo ITF a Deauville. Nel 2001, ormai maggiorenne, può impegnarsi nei tornei maggiori, vincendo un 25.000 $ a Juarez. Nello stesso anno supera le qualificazioni nel torneo di Bol e partecipa così al primo torneo WTA. Sempre nel 2001 conquista un'altra vittoria, nel 25 000 $ di St. Raphael, raggiungendo la 165ª posizione mondiale. Gli anni successivi sono caratterizzati da alcuni buoni risultati tra cui diverse finali fino alla vittoria nel 2004 ad Oporto, sempre in tornei da 25 000 $.
Il 2005 è la sua stagione migliore. Vince a Martina Franca (terra, 50 000 $), usufruendo di una wild card raggiunge i quarti al WTA di Palermo. Spinta da questi risultati la Viérin punta dunque al circuito maggiore dove raggiunge alcuni secondi turni, essendo costretta in altre occasioni al ritiro. Nel frattempo raggiunge a maggio 2006 la posizione n. 103, il suo best ranking. Il 2007 parte con i quarti a Bogotà dove però è nuovamente costretta a ritirarsi. Raggiungerà nello stesso anno diversi quarti in tornei ITF e soprattutto il terzo turno a Roma, al Foro Italico.
Nel 2008 degni di nota le semifinali al 25 000 $ di Galatina, i quarti nel 50 000 $ di Contrexéville e una vittoria nel 25 000 di Monteroni d'Arbia. Nel 2009 ha raggiunto due finali nei 25 000 del Cairo e di Campobasso a giugno e la semifinale a Monteroni. Il suo ranking dal maggio 2006 è sceso stabilizzandosi fino a fine 2007 intorno alla 170-180ª posizione, per scendere ulteriormente a fine 2008 alla 277ª posizione.

## Vita privata
I genitori gestiscono un tennis club a Sarre, in località Maillod, lungo la SS26, dove Nathalie ha iniziato a giocare all'età di 3 anni. Nathalie ha due fratelli minori, Matthieu, tennista, e Julien..

## Statistiche

### Risultati in progressione
| Sigla | Risultato               |
| ----- | ----------------------- |
| V     | Vincitore               |
| F     | Finalista               |
| SF    | Semifinalista           |
| O     | Oro olimpico            |
| A     | Argento olimpico        |
| SF    | Bronzo olimpico         |
| QF    | Quarti di Finale        |
| 4T    | Quarto turno            |
| 3T    | Terzo turno             |
| 2T    | Secondo turno           |
| 1T    | Primo turno             |
| RR    | Round Robin             |
| LQ    | Turno di qualificazione |
| A     | Assente                 |
| ND    | Non disputato           |

| Legenda superfici    |
| -------------------- |
| Cemento              |
| Terra battuta        |
| Erba                 |
| Superficie variabile |

#### Singolare nei tornei del Grande Slam
| Torneo          | 2006 | 2007 | 2008 | 2009 | 2010 |
| --------------- | ---- | ---- | ---- | ---- | ---- |
| Australian Open | A    | A    | A    | A    | A    |
| Open di Francia | 1T   | A    | A    | A    | A    |
| Wimbledon       | 1T   | A    | A    | A    | A    |
| US Open         | A    | A    | A    | A    | A    |

#### Doppio nei tornei del Grande Slam
Nessuna partecipazione

#### Doppio misto nei tornei del Grande Slam
Nessuna partecipazione